# Urophora jaceana
Urophora jaceana
 es una especie de insecto del género Urophora de la familia Tephritidae del orden Diptera. Generalmente la larva se alimenta de Centaurea nigra o Centaurea debeauxii.
Erich Martin Hering lo describió científicamente por primera vez en el año 1935.